# إيروسباسيال ألويت الثالثة
إيروسباسيال ألويت 3، هي طائرة مروحية ذات محرك واحد، ومن المروحيات الخفيفة المتعددة الأغراض. تم تصنيعها من قِبل شركة إيروسباسيال في فرنسا، وبموجب ترخيص من قبل شركة هندوستان للملاحة الجوية المحدودة في الهند.

## مواصفات (SA 316B)

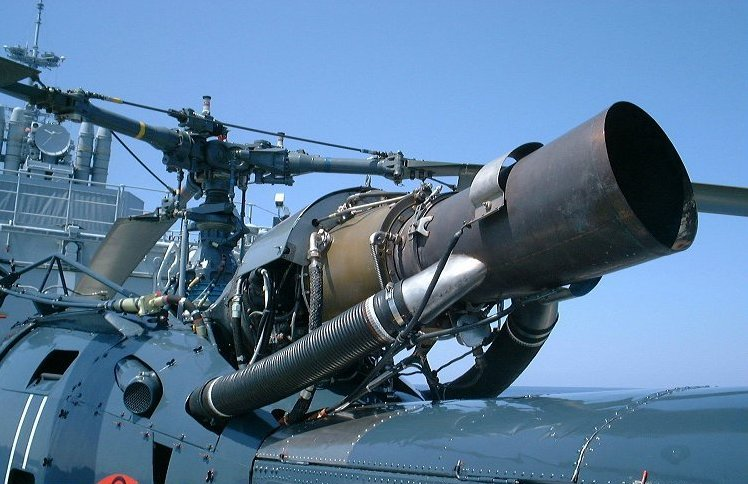
Close-up of the turbine of an Alouette III

مصدر البيانات: Jane's All The World's Aircraft 1976-77 
المواصفات العامة
- طاقم العمل: 2
- السعة: 5 passengers
- الطول: 10.03 م (32 قدم 10¾ إنش)
- قطر الدوار الرئيسي:  11.02 م (36 قدم 1¾ إنش)
- الأرتفاع: 3.00 م (9 قدم 10 إنش)
- منطقة الدوار الرئيسي: 95.38 م2 (1026 قدم2)
- الوزن الفارغ: 1,143 كجم (2,520 رطل)
- الوزن الإجمالي: 2,200 كجم (4,850 رطل)
- المحرك: 1 × Turbomeca Artouste IIIB محرك عمود دوران توربيني, 649 kW (870 shp) derated to 425 كيلو وات (570 حصان)

الأداء
- السرعة القصوى: 210 كم/س (130[9] ميل/ساعة)
- سرعة الأنطلاق: 185 كم/س (115 ميل/ساعة)
- المدى: 540 كم (335 ميل)
- الحد الأقصى للخدمة: 3,200 م (10,500 قدم)
- معدل الصعود: 4.3 م/ث (850 قدم / دقيقة)